# La vida simple
La vida simple es un relato autobiográfico escrito por Sylvain Tesson, fue publicado el 1 de septiembre de 2011 y ha recibido el premio literario llamado Prix Médicis essai el mismo año.
El libro es el cuaderno de ermitaño del autor que ha vivido seis meses en Siberia en 2010, en una cabaña situada a lo largo del lago Baikal, cerca de la reserva natural de Baikal-Lena, a 120 km del pueblo más cercano, sin carreteras. Ha vivido de febrero a julio de la pesca, la tala, la caminata, la lectura y el vodka.

## Resumen
Es la historia de la experiencia que ha vivido Sylvain Tesson durante seis meses en una cabaña en Siberia. Su objetivo era de encontrar “el espacio, el silencio y la soledad”, todo lo que ha desaparecido de nuestras ciudades modernas. A lo largo del lago Baikal en Siberia, su vida se reduce a sus funciones básicas: dormir, calentarse y comer. Se inicia en la contemplación: observa el paisaje hasta el más mínimo detalle, contempla y disfruta.
En este territorio esparcido de cabañas del bosque y meteorológicas, la motivación del autor es no perjudicar el planeta. La primavera empieza al principio de abril y las aguas se liberan a mediados de mayo. Una pareja de amigos rusos le dan dos cachorros. A mediados de junio, su novia que está en Francia rompe con él, esta noticia va a ser una tragedia para Sylvain Tesson.
Sylvain Tesson explica sus lecturas y sus reflexiones, citando autores literarios que lee durante su temporada. Describe la flora y la fauna que lo rodean. Algunos días, recorre varios kilómetros alrededor de su cabaña, a veces a pie, a veces en patines de hielo o en kayak, lo que da lugar a precisas descripciones de esta región de Siberia. 
El autor pasa algunas temporadas a un día o dos en la casa de sus amigos rusos que son guardias forestales y que también a veces le visitan brevemente. Las discusiones sobre el amor, Siberia, la naturaleza y la inmensidad del destino humano tienen lugar durante las inspecciones de los bosques o durante cena entre amigos. Sus amigos se informan de los sucesos del mundo con la radio. Por ejemplo, están preocupados por el auge del islam en Francia. Cuando deja su vida de Robinsón, Sylvain Tesson deja sus perros y se compromete a regresar allí.

## Descripción del personaje
Sylvain Tesson tiene alrededor de 35 años, vive en París y quiere escaparse de la ciudad y volver a una vida sencilla. Se acostumbra rápidamente a su vida de ermitaño y a la soledad. Le gusta mucho leer y escribir, es un hombre muy cultivado. Hace diversas listas durante su viaje. Le encanta la aventura y la exploración.

## Adaptación
Este relato está relacionado con la realización de un documental televisado de 52 minutos codirigido con Florence Tran y transmitido en el canal France 5. El libro también ha sido el objeto de una adaptación cinematográfica libre en una película del mismo nombre dirigida por Safy Nebbou en 2016 con Raphaël Personnaz y Evgueni Sidikhine en los papeles principales.
En octubre de 2019, una adaptación de la historia en cómic (112 páginas en color) está publicada por las ediciones Casterman, la adaptación está realizada por Virgile Dureuil, bajo la supervisión de Sylvain Tesson.

## Premios
Después de concursar por el premio Renaudot contra “Limonov” de Emmanuel Carrère, el libro ha recibido el “Prix Médicis essai” el 4 de noviembre de 2011.

## Ediciones
- Éditions Gallimard, Blanche, 2011 ISBN 978-2070129256
- Éditions de la Loupe, 2011 ISBN 978-2-84868-393-5
- Éditions Gallimard, coll. « Folio », n°5586, 2013 ISBN 9782070451500
- Éditions Casterman, adaptación en cómic por Virgile Dureuil, 2019 ISBN 9782203198821